# オルバッサーノ
オルバッサーノ（伊: Orbassano）は、イタリア共和国ピエモンテ州トリノ県にある、人口約23,000人の基礎自治体（コムーネ）。

## 地理

### 位置・広がり

#### 隣接コムーネ
隣接するコムーネは以下の通り。
- ベイナスコ
- カンディオーロ
- ニケリーノ
- ノーネ
- リヴァルタ・ディ・トリーノ
- リーヴォリ
- トリーノ
- ヴォルヴェーラ

## 姉妹都市
- Ełk、ポーランド 2010年